# Župnija Kančevci
Župnija Kančevci je rimskokatoliška teritorialna župnija dekanije Murska Sobota škofije Murska Sobota.
Župnijska cerkev je cerkev sv. Benedikta. V župniji deluje še Dom duhovnosti Benedikt.

## Zgodovina
Do 7. aprila 2006, ko je bila ustanovljena škofija Murska Sobota, je bila župnija del Pomurskega naddekanata, ki je bila del škofije Maribor.